# Покотилове
Покоти́лове — село в Україні, у Підвисоцькій сільській громаді Голованівського району Кіровоградської області. Населення становить 630 осіб. Колишній орган місцевого самоврядування — Покотилівська сільська рада.

## Історія
В книзі 1895 року, автором якої є В.Б.Антонович, яка має назву "Археологічна мапа Київської губернії"  зазначено, що в селі Покотилове є 8 курганів.
В книзі Похилевича 1864 року "Сказання про населені місцевості Київської губернії" вказано, що Покотилове село в 50 верстах від м. Умань при річці Ятрань, яка служить границею від села Перегонівки до впадання в р. Синюху між Київською та Подільською губернією. Землі в маєтку рахується 1787 десятин. Всього мешканців з присілком Вербівкою: православних 702, римських католиків 13, євреїв 415. Належить Карлу Демяновичку Йокишу (Йокиму?) лютеранського сповідання. Церква Дмитрівська, вітха, 6 класу; землі має указну пропорцію; збудована 1763 року. 
Село Покотилове засноване в 60-х роках XVIII століття.

## Населення
Згідно з переписом УРСР 1989 року чисельність наявного населення села становила 690 осіб, з яких 301 чоловік та 389 жінок.
За переписом населення України 2001 року в селі мешкало 630 осіб.

### Мова
Розподіл населення за рідною мовою за даними перепису 2001 року:
| Мова       | Відсоток |
| ---------- | -------- |
| українська | 98,57 %  |
| вірменська | 0,79 %   |
| російська  | 0,48 %   |
| молдовська | 0,16 %   |

## Відомі люди
- В селі народився Зубицький Данило Никифорович — вчений-фітотерапевт, засновник серії аптек «Народна медицина Данила Зубицького».
- Володимир Ілліч Кваша (1897—1942) —  доктор хімічних наук, завідувач кафедри МХТІ імені Д. І. Менделеєва. Народився в містечку Покотилове, Уманського повіту, Київської губернії (зараз с. Покотилове, Новоархангельського району, Кіровоградської області). Загинув 30 грудня 1942 року на фронті під Ленінградом. Згідно з офіційними даними Центрального архіву міністерства оборони РФ, він зник безвісти в червні 1942 року біля села Кересть Новгородської області (в той час Ленінградська область). Пізніше стало відомо, що він потрапив у полон і був розстріляний німцями. Його син Ігор Володимирович Кваша (1933—2012) — актор, відомий телеведучий телепередачі «Жди меня».
- Куленко Олексій Валентинович (1997—2021) — старший солдат Збройних сил України, учасник російсько-української війни.
- Лівшиць Михайло Самойлович (1917—2007) — математик, доктор фізико-математичних наук, професор.